# 68e cérémonie des Tony Awards
La 68e cérémonie des Tony Awards a eu lieu le 8 juin 2014 au Radio City Music Hall de New York et fut retransmise en direct à la télévision sur CBS. La cérémonie a récompensé les productions de Broadway en cours pendant la saison 2013-2014 et avant le 24 avril 2014.

## Cérémonie
Hugh Jackman a présenté la cérémonie pour la quatrième fois, la dernière en date étant en 2005, à l'occasion de la 59e cérémonie.

### Présentateurs
Lors de la soirée, plusieurs personnalités se sont relayées pour annoncer les noms des gagnants dont ; Kevin Bacon, Matt Bomer, Wayne Brady, Zach Braff, Kenneth Branagh, Patricia Clarkson, Bradley Cooper, Fran Drescher, Clint Eastwood, Emilio Estefan, Gloria Estefan, Vera Farmiga, Will Ferrell, Tony Goldwyn, Anna Gunn, Maggie Gyllenhaal, Ethan Hawke, Carole King, Zachary Levi, Lucy Liu, Kate Mara, Leighton Meester, Audra McDonald, Alessandro Nivola, Zachary Quinto, Emmy Rossum, Liev Schreiber, Orlando Bloom, Tina Fey, Barrett Foa, Jonathan Groff, LL Cool J, Samuel L. Jackson, Judith Light, Rosie O'Donnell, T.I., Patrick Wilson.

### Prestations
Lors de la soirée, plusieurs troupes ont présenté des extraits des comédies musicales à l'affiche. L'ouverture a été faite par Hugh Jackman qui a interprété "Take Me to Broadway" en hommage à Bobby Van, qui interpretait cette chanson dans le film de 1953 Le Joyeux Prisonnier.
Parmi les comédies musicales représentées sur scène au cours de la soirée, Neil Patrick Harris (qui présenta la cérémonie durant les trois années précédentes) et la troupe de Hedwig and the Angry Inch, Sutton Foster et la troupe de Violet, Alan Cumming et la troupe de Cabaret et Idina Menzel pour If/Then. On peut noter également la participation des comédies musicales Aladdin, Les Misérables, Beautiful: The Carole King Musical (avec Carole King elle-même), A Gentleman’s Guide to Love and Murder, Bullets Over Broadway et Rocky the Musical. De plus, la troupe de Wicked célébra son 10e anniversaire. Patti LaBelle, Gladys Knight et Fantasia chantèrent avec la troupe d'After Midnight. Sting interpréta une chanson de sa nouvelle comédie musicale The Last Ship et Jennifer Hudson chanta un titre de son nouveau spectacle Finding Neverland,.
Le numéro de clôture, fut interprété par Hugh Jackman aux côtés des différents gagnants de la soirée.

## Palmarès
Les nominations ont été annoncés le 29 avril 2014.
| Meilleure pièce | Meilleure comédie musicale |
| --- | --- |
| - All the Way - Act One - Casa Valentina - Mothers and Sons - Outside Mullingar | - A Gentleman's Guide to Love and Murder - After Midnight - Aladdin - Beautiful: The Carole King Musical |
| Meilleure reprise d'une pièce | Meilleure reprise d'une comédie musicale |
| - A Raisin in the Sun - The Cripple of Inishmaan - La Ménagerie de verre - La Nuit des rois | - Hedwig and the Angry Inch - Les Misérables - Violet |
| Meilleur acteur dans une pièce | Meilleure actrice dans une pièce |
| - Bryan Cranston – All the Way dans le rôle de Lyndon B. Johnson - Samuel Barnett – La Nuit des rois dans le rôle de Viola - Chris O'Dowd – Of Mice and Men dans le rôle de Lennie Small - Mark Rylance – Richard III dans le rôle de Richard III - Tony Shalhoub – Act One dans le rôle de Moss Hart / Barnett Hart / George S. Kaufman                                              | - Audra McDonald – Lady Day at Emerson's Bar and Grill dans le rôle de Billie Holiday - Tyne Daly – Mothers and Sons dans le rôle de Katherine Gerard - LaTanya Richardson Jackson – A Raisin in the Sun dans le rôle de Lena Younger - Cherry Jones – La Ménagerie de verre dans le rôle d'Amanda Wingfield - Estelle Parsons – The Velocity of Autumn dans le rôle d'Alexandra |
| Meilleur acteur dans une comédie musicale | Meilleure actrice dans une comédie musicale |
| - Neil Patrick Harris – Hedwig and the Angry Inch dans le rôle d'Hedwig - Ramin Karimloo – Les Misérables dans le rôle de Jean Valjean - Andy Karl – Rocky the Musical dans le rôle de Rocky Balboa - Jefferson Mays – A Gentleman's Guide to Love and Murder dans le rôle de D'Ysquith family - Bryce Pinkham – A Gentleman's Guide to Love and Murder dans le rôle de Monty Navarro | - Jessie Mueller – Beautiful: The Carole King Musical dans le rôle de Carole King - Mary Bridget Davies – A Night with Janis Joplin dans le rôle de Janis Joplin - Sutton Foster – Violet dans le rôle de Violet Karl - Idina Menzel – If/Then dans le rôle de Elizabeth Vaughn - Kelli O'Hara – The Bridges of Madison County dans le rôle de Francesca Johnson                 |
| Meilleur acteur de second rôle dans une pièce | Meilleure actrice de second rôle dans une pièce |
| - Mark Rylance – La Nuit des rois dans le rôle d'Olivia - Reed Birney – Casa Valentina dans le rôle de Charlotte - Paul Chahidi – La Nuit des rois dans le rôle de Maria - Stephen Fry – La Nuit des rois dans le rôle de Malvolio - Brian J. Smith – La Ménagerie de verre dans le rôle de Jim O'Connor                                                                              | - Sophie Okonedo – A Raisin in the Sun dans le rôle de Ruth Younger - Sarah Greene – The Cripple of Inishmaan dans le rôle d'Helen McCormick - Celia Keenan-Bolger – La Ménagerie de verre dans le rôle de Laura Wingfield - Anika Noni Rose – A Raisin in the Sun dans le rôle de Beneatha Younger - Mare Winningham – Casa Valentina dans le rôle de Rita                      |
| Meilleur acteur de second rôle dans une comédie musicale | Meilleure actrice de second rôle dans une comédie musicale |
| - James Monroe Iglehart – Aladdin dans le rôle du génie - Danny Burstein – Cabaret dans le rôle d'Herr Schultz - Nick Cordero – Bullets Over Broadway dans le rôle de Cheech - Joshua Henry – Violet dans le rôle de Flick - Jarrod Spector – Beautiful: The Carole King Musical dans le rôle de Barry Mann                                                                           | - Lena Hall – Hedwig and the Angry Inch dans le rôle de Yitzhak - Linda Emond – Cabaret dans le rôle de Fräulein Schneider - Anika Larsen – Beautiful: The Carole King Musical dans le rôle de Cynthia Weil - Adriane Lenox – After Midnight dans le rôle de plusieurs personnages - Lauren Worsham – A Gentleman's Guide to Love and Murder dans le rôle de Phoebe D'Ysquith    |
| Meilleur livret de comédie musicale | Meilleure partition originale |
| - A Gentleman's Guide to Love and Murder – Robert L. Freedman - Aladdin – Chad Beguelin - Beautiful: The Carole King Musical – Douglas McGrath - Bullets Over Broadway – Woody Allen | - The Bridges of Madison County – Jason Robert Brown (musique et paroles) - Aladdin – Alan Menken (musique), Howard Ashman (paroles), Tim Rice (paroles) et Chad Beguelin (paroles) - A Gentleman's Guide to Love and Murder – Steven Lutvak (musique et paroles) et Robert L. Freedman (paroles) - If/Then – Tom Kitt (musique) et Brian Yorkey (paroles)                       |
| Meilleurs décors pour une pièce | Meilleurs décors pour une comédie musicale |
| - Beowulf Boritt – Act One - Bob Crowley – La Ménagerie de verre - Es Devlin – Machinal - Christopher Oram – The Cripple of Inishmaan | - Christopher Barreca – Rocky the Musical - Julian Crouch – Hedwig and the Angry Inch - Alexander Dodge – A Gentleman's Guide to Love and Murder - Santo Loquasto – Bullets Over Broadway |
| Meilleurs costumes pour une pièce | Meilleurs costumes pour une comédie musicale |
| - Jenny Tiramani – La Nuit des rois - Jane Greenwood – Act One - Michael Krass – Machinal - Rita Ryack – Casa Valentina | - Linda Cho – A Gentleman's Guide to Love and Murder - William Ivey Long – Bullets Over Broadway - Arianne Phillips – Hedwig and the Angry Inch - Isabel Toledo – After Midnight |
| Meilleures lumières pour une pièce | Meilleures lumières pour une comédie musicale |
| - Natasha Katz – La Ménagerie de verre - Paule Constable – The Cripple of Inishmaan - Jane Cox – Machinal - Japhy Weideman – Of Mice and Men | - Kevin Adams – Hedwig and the Angry Inch - Christopher Akerlind – Rocky the Musical - Howell Binkley – After Midnight - Donald Holder – The Bridges of Madison County |
| Meilleur son pour une pièce | Meilleur son pour une comédie musicale |
| - Steve Canyon Kennedy – Lady Day at Emerson's Bar and Grill - Alex Baranowski – The Cripple of Inishmaan - Dan Moses Schreier – Act One - Matt Tierney – Machinal | - Brian Ronan – Beautiful: The Carole King Musical - Peter Hylenski – After Midnight - Tim O'Heir – Hedwig and the Angry Inch - Mick Potter – Les Misérables |
| Meilleure mise en scène pour une pièce | Meilleure mise en scène pour une comédie musicale |
| - Kenny Leon (en) – A Raisin in the Sun - Tim Carroll – La Nuit des rois - Michael Grandage – The Cripple of Inishmaan - John Tiffany – La Ménagerie de verre | - Darko Tresnjak – A Gentleman's Guide to Love and Murder - Warren Carlyle – After Midnight - Michael Mayer – Hedwig and the Angry Inch - Leigh Silverman – Violet |
| Meilleure chorégraphie | Meilleure orchestration |
| - Warren Carlyle – After Midnight - Steven Hoggett et Kelly Devine – Rocky the Musical - Casey Nicholaw – Aladdin - Susan Stroman – Bullets Over Broadway | - Jason Robert Brown – The Bridges of Madison County - Doug Besterman – Bullets Over Broadway - Steve Sidwell – Beautiful: The Carole King Musical - Jonathan Tunick – A Gentleman's Guide to Love and Murder |

## Autres récompenses
Le prix Tony Honors for Excellence in the Theatre a été décerné à Joe Benincasa, au photographe Joan Marcus et à Charlotte Wilcox.
Le Special Tony Award pour l'ensemble de sa carrière a été décerné à Jane Greenwood pour son travail remarquable dans la conception de costumes et pour son dévouement au théâtre.
Rosie O'Donnell a reçu le prix Isabelle Stevenson Award pour son engagement à l'éducation artistique des enfants de l'école publique de New York.
The Signature Theatre Company de New York fut récompensé du Regional Theatre Tony Award.
Lors de cette cérémonie, un nouveau prix a été annoncé par Zachary Quinto et Matt Bomer, le "Tony Honor for Excellence in Theatre Education", qui a été remis à l'Université Carnegie-Mellon.